# Batu Tunggal (Na Ix-X)
Batu Tunggal is een bestuurslaag in het regentschap Labuhan Batu Utara van de provincie Noord-Sumatra, Indonesië. Batu Tunggal telt 5726 inwoners (volkstelling 2010).